# 요타촌
요타촌(余田村)은 야마구치현 구가군에 설치된 촌이다.

## 역사
- 1889년 4월 1일 - 정촌제 시행에 의해 구가군 요타촌이 성립하였다.
- 1954년 3월 31일 - 야나이정, 히즈미촌, 신조촌, 이카치촌과 합병해 야나이 시가 성립, 동일 요타촌은 폐지되었다.

## 교통

### 철도
촌역에 일본국유철도 산요본선이 지나가지만 역은 소재하지 않았다.

## 참고문헌
- 角川日本地名大辞典 35 山口県